# Списак подручја локалне самоуправе у Гамбији

Гамбија има осам подручја локалне самоуправе. То су:
1. Банџул
2. Басе Санта Су
3. Брикама
4. Канифинг
5. Кереван
6. Кунтаур
7. Манса Конко
8. Џанџанбурех